# Okręg wyborczy Colchester
Okręg wyborczy Colchester powstał w 1295 r. i wysyłał do angielskiej, a następnie brytyjskiej, Izby Gmin dwóch deputowanych. W 1885 r. liczbę mandatów przypadających na okręg zmniejszono do jednego. Okręg został zlikwidowany w 1983 r., ale przywrócono go ponownie w 1997 r. Obejmuje on miasto Colchester w hrabstwie Essex.

## Deputowani do brytyjskiej Izby Gmin z okręgu Colchester

### Deputowani w latach 1295–1660
- 1571: Francis Harvey
- 1584–1587: James Morice
- 1584–1587: Francis Harvey
- 1588–1589: Arthur Throckmorton
- 1604–1611: Robert Barker
- 1604–1611: Edward Alford
- 1621–1622: Serjeant Towne
- 1621–1622: Edward Alford
- 1628–1629: William Masham
- 1640–1648: Harbottle Grimston
- 1640–1644: Thomas Barrington
- 1645–1648: John Sayer
- 1654–1656: John Barkstead
- 1654–1659: John Maidstone
- 1656–1659: Abraham Johnson

### Deputowani w latach 1660–1885
- 1660–1685: Harbottle Gimston
- 1660–1679: John Shaw
- 1679–1681: Walter Clarges
- 1681–1685: Samuel Reynolds
- 1685–1689: Walter Clarges
- 1685–1689: Nathaniel Lawrence
- 1689–1694: Samuel Reynolds
- 1689–1690: Isaac Rebow
- 1690–1692: Edward Cary
- 1692–1714: Isaac Rebow
- 1694–1695: Thomas Cooke
- 1695–1698: John Morden
- 1698–1705: Thomas Cooke
- 1705–1705: Edward Bullock
- 1705–1711: Thomas Webster
- 1711–1713: William Gore
- 1713–1714: Thomas Webster
- 1714–1715: William Gore
- 1714–1715: Nicholas Corsellis
- 1715–1722: Richard Du Cane, wigowie
- 1715–1722: Isaac Rebow, wigowie
- 1722–1727: Thomas Webster, wigowie
- 1722–1727: Matthew Martin, wigowie
- 1727–1734: Stamp Brooksbank, wigowie
- 1727–1734: Samuel Tufnell, wigowie
- 1734–1735: Isaac Lemyng Rebow, wigowie
- 1734–1742: Matthew Martin, wigowie
- 1735–1741: Jacob Houblon, torysi
- 1741–1742: John Olmius
- 1742–1747: Samuel Savill
- 1742–1755: Charles Gray, torysi
- 1747–1754: Richard Savage Nassau
- 1754–1761: John Olmius
- 1755–1781: Isaac Martin Rebow, wigowie
- 1761–1780: Charles Gray, torysi
- 1780–1784: Robert Smyth, wigowie
- 1781–1782: Christopher Potter
- 1782–1788: Edmund Affleck
- 1784–1784: Christopher Potter
- 1784–1790: Robert Smyth, radykałowie
- 1788–1790: George Tierney, radykałowie
- 1790–1817: Robert Thornton, torysi
- 1790–1796: George Jackson, torysi
- 1796–1802: John Pennington, 1. baron Muncaster, torysi
- 1802–1806: John Denison, torysi
- 1806–1807: William Tufnell, wigowie
- 1807–1812: Richard Hart Davis, torysi
- 1812–1818: Hart Davis, torysi
- 1817–1818: William Burroughs, torysi
- 1818–1826: James Beckford Wildman, torysi
- 1818–1820: Daniel Whittle Harvey, radykałowie
- 1820–1826: Henry Baring, torysi
- 1826–1835: Daniel Whittle Harvey, radykałowie
- 1826–1830: George Henry Smyth, torysi
- 1830–1831: Andrew Spottiswoode, torysi
- 1831–1832: William Mayhew, wigowie
- 1832–1847: Richard Sanderson, Partia Konserwatywna
- 1835–1850: George Henry Smyth, Partia Konserwatywna
- 1847–1852: Joseph Hardcastle, wigowie
- 1850–1857: lord John Manners, Partia Konserwatywna
- 1852–1857: William Warwick Hawkins, Partia Konserwatywna
- 1857–1859: John Rebow, wigowie
- 1857–1867: Taverner John Miller, Partia Konserwatywna
- 1859–1865: Philip Papillon, Partia Konserwatywna
- 1865–1870: John Rebow, Partia Liberalna
- 1867–1868: Edward Karslake, Partia Konserwatywna
- 1868–1874: William Brewer, Partia Liberalna
- 1870–1880: Alexander Learmonth, Partia Konserwatywna
- 1874–1880: Herbert Mackworth-Praed, Partia Konserwatywna
- 1880–1885: Richard Causton, Partia Liberalna
- 1880–1885: William Willis, Partia Liberalna

### Deputowani w latach 1885–1983
- 1885–1888: Henry John Trotter, Partia Konserwatywna
- 1888–1892: Francis Greville, lord Brooke, Partia Konserwatywna
- 1892–1895: Herbert Naylor-Leyland, Partia Konserwatywna
- 1895–1910: Weetman Pearson, Partia Liberalna
- 1910–1929: Laming Worthington-Evans, Partia Konserwatywna
- 1929–1945: Oswald Lewis, Partia Konserwatywna
- 1945–1950: George Delacourt-Smith, Partia Pracy
- 1950–1961: Cuthbert Alport, Partia Konserwatywna
- 1961–1983: Philip Buck, Partia Konserwatywna

### Deputowani po 1997
- od 1997: Bob Russell, Liberalni Demokraci